# Dhamar (stad)
Dhamar is een stad in Jemen en is de hoofdplaats van het gouvernement Dhamar.
Bij de volkstelling van 2004 telde Dhamar 144.273 inwoners.